# Chororó-negro-do-acre
Formigueiro-ribeirinho ou chororó-negro-do-acre (nome científico: Cercomacroides fuscicauda) é uma espécie de ave pertencente à família dos tamnofilídeos.
Seu nome popular em língua inglesa é "Riparian antbird".